# Iuliu Scriban
Iuliu Scriban (n. 31 mai 1878, Galați - d. 4 ianuarie 1949, București) a fost un cleric ortodox român, fratele mai mic al lui August Scriban.

## Biografie
A studiat la Seminarul teologic din Galați (1890-1893), la Seminarul „Veniamin” din Iași (1893-1898) și la Facultatea de Teologie din București (1898-1902). Și-a finalizat studiile cu licență în 1903 și doctorat în 1920. În perioada 1904-1909 a fost superior la Capela Sturdza din Baden-Baden, timp în care a studiat la Facultatea de Teologie Catolică și Protestantă din Strasbourg și la Facultatea de Filosofie a Universității din Heidelberg. A fost rechemat în țară și numit director al Seminarului Central din București (1909-1919). În perioada 1910-1916 a fost profesor de religie la școlile militare de infanterie și artilerie.
În 1924 a fost ridicat la rangul de arhimandrit mitrofor. A predat până în 1928 cursurile de istorie bisericească și omiletică, iar mai târziu cursurile de Noul Testament și morală.  
A fost profesor de omiletică și pastorală la noua Facultate de Teologie din Chișinău (1928-1941), după care a fost transferat la Catedra de Omiletică și Catehetică a Facultății de Teologie din București (1941-1943).
La 15 august 1941 a fost numit în fruntea Misiunii Ortodoxe Române din Transnistria, cu scopul de a reface viața creștină în Transnistria. Și-a desfășurat activitatea până la 6 noiembrie 1942.

## Atitudinea în timpul persecuției evreilor
Pastorul Richard Wurmbrand a scris în cartea Cristos pe ulița evreiască (p. 43) următoarele: „Niciodată nu-l voi uita pe arhimandritul Scriban, care în timpul celor mai violente persecuții antisemite a fost gata să ne ajute zi și noapte, intervenind pentru noi în nenumărate ocazii. Acest om care fusese rectorul Institutului Teologic și ai cărui foști studenți erau acum preoți în București îi mustra pe aceia care se aflau la conducerea Ministerului Culturii ori de câte ori ne făceau viața greu de trăit și ne numeau jidani. El îi întreba: Așa v-am învățat eu? Oare n-a fost și Iisus un jidan? Și oare n-a fost și Maica Domnului o jidancă?”